# 東海道·山陽新幹線

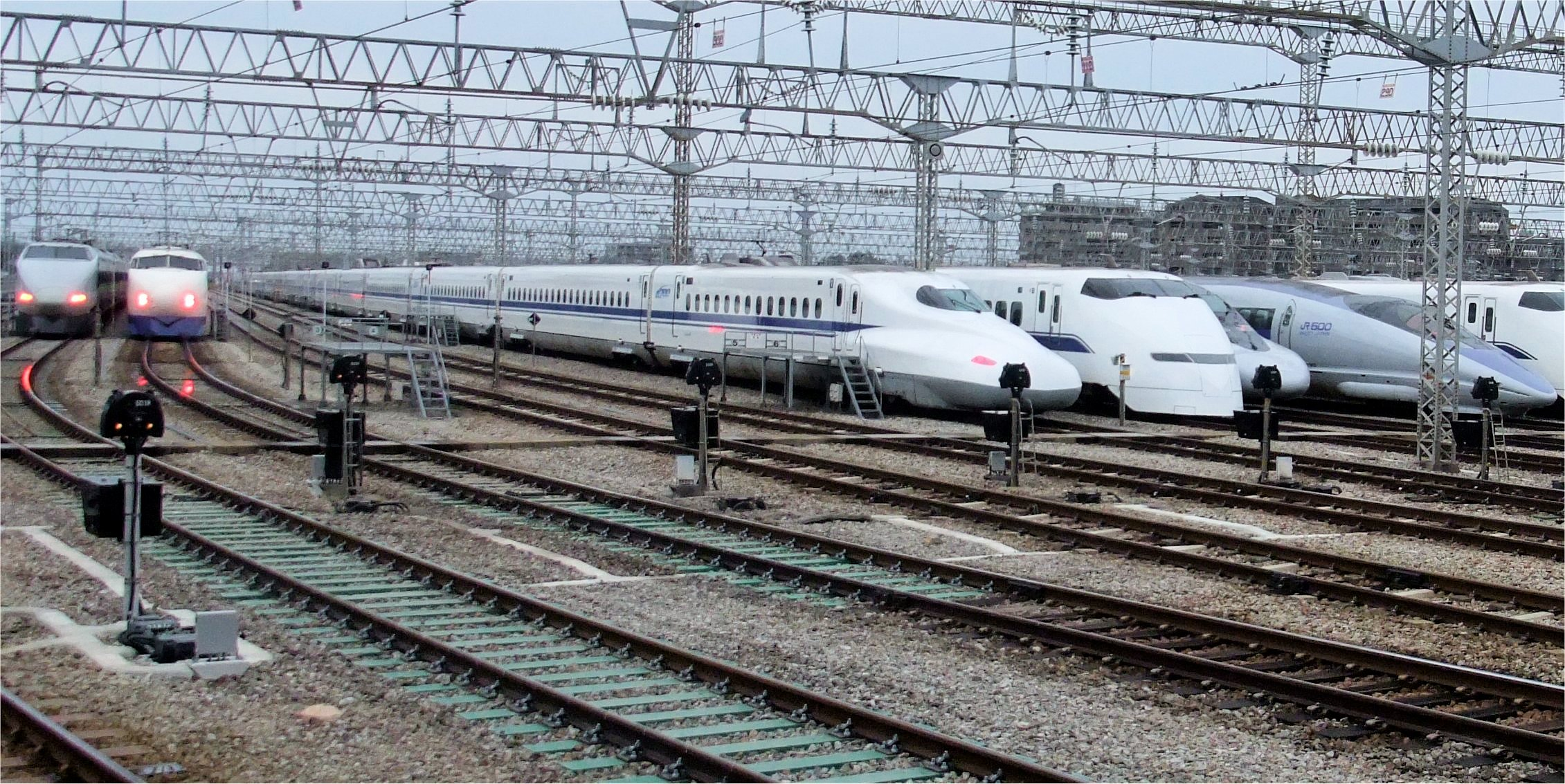
東海道·山陽新幹線歷代車輛

東海道·山陽新幹線是日本新幹線的東京站與博多站之間的名稱。山陽新幹線以東海道新幹線延線的方式建設，而且有較多列車直通運行，統稱「東海道·山陽新幹線」。山陽新幹線和九州新幹線直通後，也統稱「山陽·九州新幹線」，亦可以3條路線合稱「東海道·山陽·九州新幹線」；例如營運山陽新幹線的JR西日本，會在自己轄內的主要車站定期的張貼新幹線時刻以「東海道·山陽·九州新幹線」標記。